# 斯米列茨角

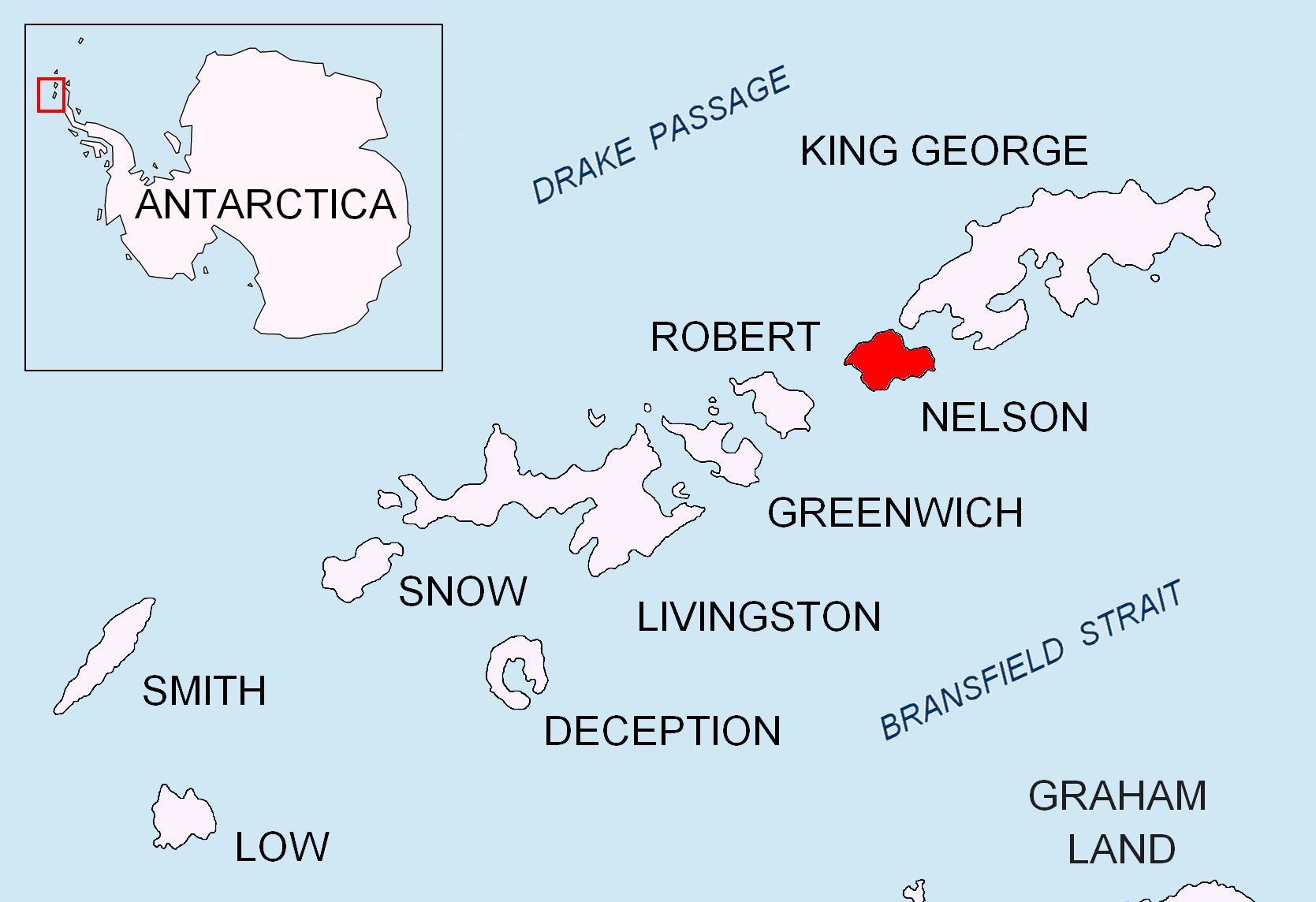

斯米列茨角（Smilets Point），是南極洲的海岬，位於南設得蘭群島的納爾遜島西北岸，處於哈曼尼角東北面5.24公里和雷塔馬萊斯角西南面2.85公里，現時由南極條約體系管理。